# Josua Ossendrijver
Josua Ossendrijver, alias van Klaas Slegt (Rotterdam, 9 november 1943) is een Nederlands schrijver en uitgever.

## Biografie
Josua Ossendrijver is een zoon van de Joodse leraar kleermaken Simon Ossendrijver en Roos Sanders. Hij werd geboren op een onderduikadres in Rotterdam tijdens een Duitse inval. Direct na zijn geboorte werd hij afgestaan aan een bevriend niet-Joods echtpaar, dat hem aangaf als hun eigen zoon met de naam Klaas Slegt. Zijn ouders vluchtten met zijn broer David verder naar Molenschot, waar ook Jacob Sanders, de broer van Roos ondergedoken was. Na verraad werden zij in februari 1944 gearresteerd en via Kamp Westerbork naar Auschwitz gedeporteerd. Zijn moeder en broer werden direct na aankomst vermoord, zijn vader en oom werden in Extern Kommando Gleiwitz tewerkgesteld, waar zijn vader is overleden. Pas na het overlijden van zijn adoptieouders ontdekte Klaas in 2010 zijn werkelijke identiteit. Sindsdien laat hij zich Josua Ossendrijver noemen.

## Loopbaan
In 1967 werd Ossendrijver onderwijzer in de Rotterdamse Tarwewijk en drie jaar later directeur van een basisschool in de Rotterdamse wijk het Oude Noorden. Hij zette zich vooral in voor kinderen in  achterstandssituaties. Als schrijver debuteerde hij in 2014 met zijn autobiografie Verdoezeld Verleden. Sinds dat jaar is hij ook gastspreker voor het Herinneringscentrum Kamp Westerbork. In 2020 richtte hij uitgeverij Bubulcus op.

## Familie
De bokser Leen Sanders was een broer van Ossendrijvers moeder Roos Sanders.